# Cuadernos de Investigación UNED

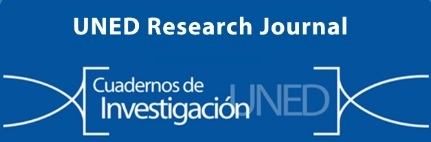

Cuadernos de Investigación UNED (UNED Journal Resarch) es la revista científica de Investigación de la Universidad Estatal a Distancia de Costa Rica (UNED). Es una publicación continua en línea (ISSN 1659-441X), donde los artículos se publican tan pronto como son editados, cubriendo el período del 1 de enero al 31 de diciembre de cada año.
Su objetivo es publicar investigación universitaria de calidad internacional en todos los campos científicos. La revista está dirigida a un público académico. Actualmente, la revista pública investigaciones académicas realizadas en Latinoamérica, Asia, África, Norteamérica y Europa. 
Esta revista proporciona acceso abierto, inmediato y gratuito a su contenido bajo el principio de que hacer la investigación libremente disponible al público fomenta un mayor intercambio global de conocimientos. La revista no cobra a los autores ni a los lectores, y todo su contenido está disponible con una licencia CC BY 4.0.
Se encuentra indexada en Scielo, Latindex y Redalyc. De acuerdo a los estándares Latindex, la revista cumple con 37/38 de las características propias de una revista de alto nivel. La revista y los artículos publicados se pueden encontrar en las bibliotecas virtuales OCLC y WorldCat, así como Google Académico y el Directorio de Open Access Journals. Varios catálogos alrededor del mundo incluyen a Cuadernos de Investigación UNED dentro de sus bases de datos como por ejemplo National Library of Australia, University of Brighton, Journal TOC's y National Scientific and Technical Research Council.

## Historia
La revista fue creada en el 2008 a través de una iniciativa de la entonces Vicerrectora de Investigación de la UNED, Katya Calderón Herrera.  En ese momento Julián Monge-Nájera fue designado como editor de la revista y ha mantenido esta posición hasta el día de hoy.  
El primer volumen fue publicado en enero del 2009 y a partir de ese momento se han publicado dos números por año. La revista fue publicada de forma impresa desde sus comienzos y hasta enero de 2018. Actualmente solo se publica en versión digital. 
Cuadernos de Investigación fue la primera revista de la UNED en alcanzar audiencias internacionales.

## Áreas de estudio
Cuadernos de Investigación UNED publica artículos relacionados con todos los campos de la ciencia. La mayoría de las publicaciones son del área de educación y ciencias naturales, los cuales corresponden a las dos escuelas más grandes de la UNED. Sin embargo, también se aceptan investigaciones sobre otros campos científicos, siempre que sean de interés general para la audiencia académica. El formato de publicación puede ser artículo, reporte breve, revisión de literatura, nota, estudio de caso, carta de opinión o presentación de hipótesis.
De acuerdo al sistema de clasificación de revistas Qualis (CAPES), Cuadernos de Investigación UNED se cataloga en los campos de Biodiversidad (B5) y Ciencias Biológicas (C).

## Publicación de atículos
Los autores que publican en la revista Cuadernos de Investigación UNED lo hacen aceptando los siguientes términos: los autores conservan los derechos de autor y otorgan a la revista el derecho de primera publicación con el trabajo simultáneamente licenciado bajo una Licencia de Atribución Creative Commons que permite a otros compartir el trabajo con un reconocimiento de la autoría y su publicación inicial en esta revista.

#### Tipos de artículos totalmente gratuitos
Artículo: es el principal tipo de publicación, y puede tener una extensión máxima de 6000 palabras. Los artículos tienen hipótesis concretas, métodos claros, resultados sólidos y un buen análisis de cómo se relacionan con el conocimiento científico previo. Lea un ejemplo.
Comunicaciones Breves: máximo 1500 palabras, basadas en estudios cortos o datos preliminares. Lea un ejemplo.
Casos: máximo 4000 palabras. Estos son estudios basados en datos sobre problemas particulares con recomendaciones prácticas para resolverlos. Lea un ejemplo.
Hipótesis: máximo 2000 palabras. Estas proponen nuevas explicaciones para fenómenos científicos basadas en una revisión crítica de datos o modelos publicados. Lea un ejemplo.
Foro: máximo 1000 palabras, basado en análisis bien argumentados de errores en la literatura. Están abiertos a respuestas de los autores criticados u otros investigadores. Lea un ejemplo.
Revisiones: máximo 12000 palabras, basadas en revisiones críticas de la literatura y presentando recomendaciones prácticas para futuras investigaciones. Normalmente, estas revisiones son escritas por autoridades en el campo. Lea un ejemplo.

#### Material Adicional
Se publica material adicional en línea según sea necesario, también de forma gratuita. Incluye hojas de datos, imágenes, audios, videos, datos de mapas GIS, presentaciones de PowerPoint y texto adicional que excedería el recuento de palabras para cada tipo de artículo. Además, se aceptan archivos de audio y video científicos en formatos comunes como MP3, WAV, MP4, HTML5, AVI, WMV y MOV. Deben ser de su propiedad y se publicarán con nuestra Licencia CC BY 4.0. Recomendamos codificación H.264 y dividir archivos de más de 150 MB en archivos más pequeños.

#### Publicaciones Pagadas
Notas: máximo 1000 palabras, basadas en observaciones pequeñas u oportunísticas. Lea un ejemplo.
Nuevos registros y extensiones de rango: se pueden publicar por una tarifa de US$75 (máximo 2000 palabras). Lea un ejemplo.
Monografías y suplementos: sin límite de palabras. Para este tipo de publicación, es necesario comunicarse de forma previa  con la Revista Cuadernos de Investigación UNED para obtener un presupuesto. Lea un ejemplo.

## Políticas
La revista pública solamente trabajos originales e innovadores que aporten nueva información al campo de estudio. Los manuscritos se envían a tres revisores externos anónimos. En bases a sus revisiones y con el apoyo del Comité Editorial y el Concejo Científico Internacional, el editor de la revista toma la decisión final de aceptación o rechazo.
La revista utiliza el Sistema de Acceso Abierto (Open Journal Systems 2.4.8.0), que consiste en un software de manejo y publicación de revistas de acceso libre. Este sistema es desarrollado y distribuido de forma gratuita por parte del Public Knowledge Project bajo una Licencia Pública General. Los derechos de autor son compartidos bajo los principios de acceso abierto. El contenido de la revista puede ser reproducido siempre que se reconozca la fuente y los créditos. Cuadernos de Investigación UNED promueve el intercambio de conocimiento por medio del libre acceso a la investigación por parte del público global de forma inmediata y gratuita. 

## Requerimientos éticos
Los autores que envían manuscritos a la revista dan a entender legalmente que su investigación ha seguido principios éticos, incluyendo las Normas Éticas de Helsinki y normas legales. Todos los coautores deben declarar que 1) participaron en la investigación y han acordado publicarla, 2) la metodología utilizada y los análisis de datos tienen validez científica y 3) los resultados no han sido publicados anteriormente y no han sido enviados a otra revista para su publicación. 

## El Comité Editorial y el Concejo Científico Internacional

#### El Comité Editorial está conformado por los siguientes miembros
- Adolfo Quesada Román. Escuela de Geografía, Universidad de Costa Rica, San José, Costa Rica.
- Eric Wong González. Escuela de Tecnología de Alimentos, Universidad de Costa Rica, San José, Costa Rica.
- Frank González Brenes. Laboratorio de Ecología Urbana, Universidad Estatal a Distancia, San José, Costa Rica.
- Harold Arias LeClaire. Laboratorio de Ecología Molecular y Evolutiva, Universidad Estatal a Distancia, San José, Costa Rica.
- Nancy Gamboa Badilla. Escuela de Ingeniería Forestal, Instituto Tecnológico de Costa Rica, Cartago, Costa Rica.
- Rodolfo WingChing Jones. Facultad de Agronomía, Universidad de Costa Rica, San José, Costa Rica.
- Zaidett Barrientos Llosa. Sistema de Estudios de Posgrado, Universidad Estatal a Distancia, San José, Costa Rica.

#### El Concejo Científico Internacional está conformado por
- Andrés O. Angulo. Departamento de Zoología, Universidad de Concepción, Concepción, Chile.
- Amparo Marroquin Comper. Departamento de Comunicación y Cultura, Universidad Centroamericana José Simeón Cañas, San Salvador,  El Salvador.
- Aristides R. Baraya. Hispanic Business and Leadership Institute, Southeastern Louisiana Univesity, Louisiana, EE.UU.
- Cleci Werner da Rosa. Universidade de Passo Fundo, Rio Grande do Sul, Brasil.
- Fernando Allende. Facultad de Filosofía y Letras, Universidad Autónoma de Madrid, Madrid, España.
- Francisco Rojas Aravena. Facultad Latinoamericana de Ciencias Sociales, Ciudad de México, México.
- Hector M. Guzmán. Smithsonian Tropical Research Institute, Panamá, Panamá.
- Jorge Llorente-Bousquets. Museo de Zoología, Facultad de Ciencias, Universidad Nacional Autónoma de México, Ciudad de México, México.
- Mónica Casalet Ravenna. Facultad Latinoamericana de Ciencias Sociales, Ciudad de México, México.
- Nieves López Estébanez. Departamento de Geografía, Universidad Autónoma de Madrid, Madrid, España.
- Omar Defeo. Facultad de Ciencias, Universidad de la República, Montevideo, Uruguay.
- Theodore Quarcoopome. CSIR-Water Research Institute, Acra, Ghana.